# Jagüey Blanco
Jagüey Blanco är en ort i Mexiko.   Den ligger i kommunen Mixquiahuala de Juárez och delstaten Hidalgo, i den sydöstra delen av landet, 90 km norr om huvudstaden Mexico City. Jagüey Blanco ligger 2 018 meter över havet och antalet invånare är 1 152.
Terrängen runt Jagüey Blanco är kuperad åt nordost, men åt sydväst är den platt. Runt Jagüey Blanco är det tätbefolkat, med 308 invånare per kvadratkilometer. Närmaste större samhälle är Progreso de Alvaro Obregon, 4,9 km sydväst om Jagüey Blanco. Trakten runt Jagüey Blanco består till största delen av jordbruksmark.